# Christmas on Division Street
Christmas on Division Street es una película hecha para la televisión que se transmitió originalmente en CBS el 15 de diciembre de 1991. 
Fred Savage intrepeta a un niño llamado Trevor Atwood que se hace amigo de un hombre sin hogar llamado Cleveland Meriwether, interpretado por Hume Cronyn. La película se basa en hechos reales de la vida de Trevor Ferrell.

## Sinopsis
Division Street, es una de las calles más duras y viejas de Filadelfia y ahí es donde un encuentro casual entre un niño tímido de 14 años, Trevor Atwood y de un hombre de 80 años de edad, Cleveland Meriwether, se lleva a cabo. La perspectiva positiva del anciano a la vida, contra todo pronóstico, ayuda a abrir los ojos de Trevor a la difícil situación de los menos afortunados. La amistad cambia a Trevor y a su familia en formas que nunca hubiera esperado, cambiando sus vidas para siempre.

## Elenco
- Fred Savage como Trevor Atwood.
- Hume Cronyn como Cleveland Meriwether.
- Jim Byrnes como Benedetti.
- Cloyce Morrow como Susan Atwood.
- Kenneth Welsh como David Atwood.
- Kahla Lichti como Jill Atwood.

- Datos: Q4396249